# Olympische Sommerspiele 2024/Sportklettern/Qualifikation
Dieser Artikel beschreibt die Qualifikation für die Wettbewerbe im Sportklettern bei den Olympischen Sommerspielen 2024. Insgesamt gab es 68 Quotenplätze, 34 pro Geschlecht. Jedes Nationale Olympische Komitee (NOK) durfte maximal zwei Athleten pro Geschlecht pro Wettkampf stellen.
Im Gegensatz zu den Spielen in Tokio, wo die Dreifachkombination aus Speed, Boulder und Lead  abgehalten wurde, wurde diese 2024 in die beiden Wettkämpfe Boulder & Lead und Speed geteilt. Für Boulder & Lead qualifizierten sich je 20, für die Speedentscheidungen je 14 Athleten pro Geschlecht. Die Qualifikation orientierte sich in beiden Wettkämpfen an der Kletterweltmeisterschaft 2023, kontinentalen Qualifikationsevents und einer Olympic Qualifier Series (OQS), die in Shanghai und Budapest im Mai bzw. Juni 2024 ausgetragen wurden. Zudem hätte je Geschlecht und Disziplin ein Universality Place vergeben werden können. Diese Plätze sind für Sportler aus Staaten reserviert, die über die regulären Qualifikationsrunden kaum eine Chance zur Teilnahme hätten. Nur für Boulder & Lead der Frauen wurde eine Person für einen Universality Place nominiert. Da die Isländerin Svana Bjarnason bei der OQS jedoch nicht den mindestens notwendigen 36. Platz erreichte, wurde auch dieser Startplatz neu vergeben.
Der französischen Delegation stand als Gastgeber in der Kombination und im Speed jeweils pro Geschlecht ein Quotenplatz zu, sollte sich kein französischer Athlet über das reguläre Verfahren qualifizieren. Falls der Gastgeberplatz nicht genutzt wird, fällt er dem in der jeweiligen OQS höchstgereihten, noch nicht qualifizieren Athleten zu. Da sich in jeder Kategorie französische Athleten über das reguläre Verfahren qualifizieren konnten, wurden alle diese Plätze neu vergeben.

## Übersicht
| Nation             | Boulder & Lead | Boulder & Lead | Speed  | Speed  | Gesamt |
| Nation             | Männer         | Frauen         | Männer | Frauen | Gesamt |
| ------------------ | -------------- | -------------- | ------ | ------ | ------ |
| Australien         | 1              | 1              |        |        | 2      |
| Belgien            | 1              |                |        |        | 1      |
| China              | 1              | 2              | 2      | 2      | 7      |
| Deutschland        | 2              | 1              |        |        | 3      |
| Frankreich         | 2              | 2              | 1      | 2      | 7      |
| Großbritannien     | 2              | 2              |        |        | 4      |
| Indonesien         |                |                | 2      | 2      | 4      |
| Iran               |                |                | 1      |        | 1      |
| Italien            |                | 2              | 1      | 1      | 4      |
| Japan              | 2              | 2              |        |        | 4      |
| Kasachstan         |                |                | 1      |        | 1      |
| Neuseeland         |                |                | 1      | 1      | 2      |
| Österreich         | 1              | 1              |        |        | 2      |
| Polen              |                |                |        | 2      | 2      |
| Schweiz            | 1              |                |        |        | 1      |
| Slowenien          | 1              | 2              |        |        | 3      |
| Spanien            | 1              |                |        | 1      | 2      |
| Südafrika          | 1              | 1              | 1      | 1      | 4      |
| Südkorea           | 1              | 1              | 1      |        | 3      |
| Tschechien         | 1              |                |        |        | 1      |
| Ukraine            |                | 1              | 1      |        | 2      |
| Vereinigte Staaten | 2              | 2              | 2      | 2      | 8      |
| Gesamt: 22 NOKs    | 200            | 200            | 140    | 140    | 680    |

## Boulder & Lead

### Männer
| Qualifikationswettbewerb                     | Datum                                  | Ort                | Plätze | NOK                | Nominierter Athlet                      |
| -------------------------------------------- | -------------------------------------- | ------------------ | ------ | ------------------ | --------------------------------------- |
| Gastgeber                                    | Gastgeber                              | Gastgeber          | —      | Frankreich         | (entfiel mit Sam Avezous Qualifikation) |
| Kletterweltmeisterschaft 2023                | 1. – 12. August 2023                   | Bern               | 3      | Österreich         | Jakob Schubert                          |
| Kletterweltmeisterschaft 2023                | 1. – 12. August 2023                   | Bern               | 3      | Vereinigte Staaten | Colin Duffy                             |
| Kletterweltmeisterschaft 2023                | 1. – 12. August 2023                   | Bern               | 3      | Japan              | Tomoa Narasaki                          |
| Panamerikanische Spiele 2023                 | 21. – 24. Oktober 2023                 | Santiago de Chile  | 1      | Vereinigte Staaten | Jesse Grupper                           |
| Europäische Qualifikation                    | 26. – 29. Oktober 2023                 | Laval              | 1      | Großbritannien     | Toby Roberts                            |
| Asiatische Qualifikation                     | 9. – 12. November 2023                 | Jakarta            | 1      | Japan              | Sorato Anraku                           |
| Ozeanische Qualifikation                     | 24. – 26. November 2023                | Melbourne          | 1      | Australien         | Campbell Harrison                       |
| Afrikanische Qualifikation                   | 7. – 10. Dezember 2023                 | Pretoria           | 1      | Südafrika          | Mel Janse Van Rensburg                  |
| Olympische Qualifikationsserie               | 16. – 19. Mai 2024 20. – 23. Juni 2024 | Shanghai Budapest  | 10     | Südkorea           | Lee Do-hyun                             |
| Olympische Qualifikationsserie               | 16. – 19. Mai 2024 20. – 23. Juni 2024 | Shanghai Budapest  | 10     | Frankreich         | Sam Avezou                              |
| Olympische Qualifikationsserie               | 16. – 19. Mai 2024 20. – 23. Juni 2024 | Shanghai Budapest  | 10     | Tschechien         | Adam Ondra                              |
| Olympische Qualifikationsserie               | 16. – 19. Mai 2024 20. – 23. Juni 2024 | Shanghai Budapest  | 10     | Spanien            | Alberto Ginés López                     |
| Olympische Qualifikationsserie               | 16. – 19. Mai 2024 20. – 23. Juni 2024 | Shanghai Budapest  | 10     | Belgien            | Hannes Van Duysen                       |
| Olympische Qualifikationsserie               | 16. – 19. Mai 2024 20. – 23. Juni 2024 | Shanghai Budapest  | 10     | Frankreich         | Paul Jenft                              |
| Olympische Qualifikationsserie               | 16. – 19. Mai 2024 20. – 23. Juni 2024 | Shanghai Budapest  | 10     | Deutschland        | Yannick Flohé                           |
| Olympische Qualifikationsserie               | 16. – 19. Mai 2024 20. – 23. Juni 2024 | Shanghai Budapest  | 10     | Großbritannien     | Hamish McArthur                         |
| Olympische Qualifikationsserie               | 16. – 19. Mai 2024 20. – 23. Juni 2024 | Shanghai Budapest  | 10     | Schweiz            | Sascha Lehmann                          |
| Olympische Qualifikationsserie               | 16. – 19. Mai 2024 20. – 23. Juni 2024 | Shanghai Budapest  | 10     | Deutschland        | Alexander Megos                         |
| Universality Place                           | Universality Place                     | Universality Place | —      | —                  | —                                       |
| Neuverteilung                                | Neuverteilung                          | Neuverteilung      | 2      | Slowenien          | Luka Potočar                            |
| Neuverteilung                                | Neuverteilung                          | Neuverteilung      | 2      | China              | Pan Yufei                               |
| Gesamt                                       | Gesamt                                 | Gesamt             | 20     | 15                 | 20                                      |
| Teilnehmer der Olympischen Sommerspiele 2020 |                                        |                    |        |                    |                                         |

### Frauen
| Qualifikationswettbewerb                       | Datum                                  | Ort                | Plätze | NOK                | Nominierte Athletin                         |
| ---------------------------------------------- | -------------------------------------- | ------------------ | ------ | ------------------ | ------------------------------------------- |
| Gastgeber                                      | Gastgeber                              | Gastgeber          | —      | Frankreich         | (entfiel mit Oriane Bertones Qualifikation) |
| Kletterweltmeisterschaft 2023                  | 1. – 12. August 2023                   | Bern               | 3      | Slowenien          | Janja Garnbret                              |
| Kletterweltmeisterschaft 2023                  | 1. – 12. August 2023                   | Bern               | 3      | Österreich         | Jessica Pilz                                |
| Kletterweltmeisterschaft 2023                  | 1. – 12. August 2023                   | Bern               | 3      | Japan              | Ai Mori                                     |
| Panamerikanische Spiele 2023                   | 21. – 24. Oktober 2023                 | Santiago de Chile  | 1      | Vereinigte Staaten | Natalia Grossman                            |
| Europäische Qualifikation                      | 26. – 29. Oktober 2023                 | Laval              | 1      | Frankreich         | Oriane Bertone                              |
| Asiatische Qualifikation                       | 9. – 12. November 2023                 | Jakarta            | 1      | China              | Zhang Yuetong                               |
| Ozeanische Qualifikation                       | 24. – 26. November 2023                | Melbourne          | 1      | Australien         | Oceana Mackenzie                            |
| Afrikanische Qualifikation                     | 7. – 10. Dezember 2023                 | Pretoria           | 1      | Südafrika          | Lauren Mukheibir                            |
| Olympische Qualifikationsserie                 | 16. – 19. Mai 2024 20. – 23. Juni 2024 | Shanghai Budapest  | 10     | Vereinigte Staaten | Brooke Raboutou                             |
| Olympische Qualifikationsserie                 | 16. – 19. Mai 2024 20. – 23. Juni 2024 | Shanghai Budapest  | 10     | Japan              | Miho Nonaka                                 |
| Olympische Qualifikationsserie                 | 16. – 19. Mai 2024 20. – 23. Juni 2024 | Shanghai Budapest  | 10     | Großbritannien     | Erin McNeice                                |
| Olympische Qualifikationsserie                 | 16. – 19. Mai 2024 20. – 23. Juni 2024 | Shanghai Budapest  | 10     | Südkorea           | Seo Chae-hyun                               |
| Olympische Qualifikationsserie                 | 16. – 19. Mai 2024 20. – 23. Juni 2024 | Shanghai Budapest  | 10     | China              | Luo Zhilu                                   |
| Olympische Qualifikationsserie                 | 16. – 19. Mai 2024 20. – 23. Juni 2024 | Shanghai Budapest  | 10     | Ukraine            | Jewhenija Kasbekowa                         |
| Olympische Qualifikationsserie                 | 16. – 19. Mai 2024 20. – 23. Juni 2024 | Shanghai Budapest  | 10     | Slowenien          | Mia Krampl                                  |
| Olympische Qualifikationsserie                 | 16. – 19. Mai 2024 20. – 23. Juni 2024 | Shanghai Budapest  | 10     | Deutschland        | Lucia Dörffel                               |
| Olympische Qualifikationsserie                 | 16. – 19. Mai 2024 20. – 23. Juni 2024 | Shanghai Budapest  | 10     | Frankreich         | Zélia Avezou                                |
| Olympische Qualifikationsserie                 | 16. – 19. Mai 2024 20. – 23. Juni 2024 | Shanghai Budapest  | 10     | Italien            | Camilla Moroni                              |
| Universality Place                             | Universality Place                     | Universality Place | —      | —                  | —                                           |
| Neuverteilung                                  | Neuverteilung                          | Neuverteilung      | 2      | Italien            | Laura Rogora                                |
| Neuverteilung                                  | Neuverteilung                          | Neuverteilung      | 2      | Großbritannien     | Molly Thompson-Smith                        |
| Gesamt                                         | Gesamt                                 | Gesamt             | 20     | 13                 | 20                                          |
| Teilnehmerin der Olympischen Sommerspiele 2020 |                                        |                    |        |                    |                                             |

## Speed

### Männer
| Qualifikationswettbewerb                     | Datum                                  | Ort                | Plätze | NOK                | Nominierter Athlet                       |
| -------------------------------------------- | -------------------------------------- | ------------------ | ------ | ------------------ | ---------------------------------------- |
| Gastgeber                                    | Gastgeber                              | Gastgeber          | —      | Frankreich         | (entfiel mit Bassa Mawems Qualifikation) |
| Kletterweltmeisterschaft 2023                | 1. – 12. August 2023                   | Bern               | 2      | Italien            | Matteo Zurloni                           |
| Kletterweltmeisterschaft 2023                | 1. – 12. August 2023                   | Bern               | 2      | China              | Long Jinbao                              |
| Europäische Qualifikation                    | 15. – 16. September 2023               | Rom                | 1      | Frankreich         | Bassa Mawem                              |
| Panamerikanische Spiele 2023                 | 21. – 22. Oktober 2023                 | Santiago de Chile  | 1      | Vereinigte Staaten | Samuel Watson                            |
| Asiatische Qualifikation                     | 9. – 12. November 2023                 | Jakarta            | 1      | Indonesien         | Rahmad Adi Mulyono                       |
| Ozeanische Qualifikation                     | 24. – 26. November 2023                | Melbourne          | 1      | Neuseeland         | Julian David                             |
| Afrikanische Qualifikation                   | 7. – 10. Dezember 2023                 | Pretoria           | 1      | Südafrika          | Joshua Bruyns                            |
| Olympische Qualifikationsserie               | 16. – 19. Mai 2024 20. – 23. Juni 2024 | Shanghai Budapest  | 5      | China              | Wu Peng                                  |
| Olympische Qualifikationsserie               | 16. – 19. Mai 2024 20. – 23. Juni 2024 | Shanghai Budapest  | 5      | Indonesien         | Veddriq Leonardo                         |
| Olympische Qualifikationsserie               | 16. – 19. Mai 2024 20. – 23. Juni 2024 | Shanghai Budapest  | 5      | Kasachstan         | Ämir Maimuratow                          |
| Olympische Qualifikationsserie               | 16. – 19. Mai 2024 20. – 23. Juni 2024 | Shanghai Budapest  | 5      | Vereinigte Staaten | Zach Hammer                              |
| Olympische Qualifikationsserie               | 16. – 19. Mai 2024 20. – 23. Juni 2024 | Shanghai Budapest  | 5      | Iran               | Reza Alipour                             |
| Universality Place                           | Universality Place                     | Universality Place | —      | —                  | —                                        |
| Neuverteilung                                | Neuverteilung                          | Neuverteilung      | 2      | Ukraine            | Jaroslaw Tkatsch                         |
| Neuverteilung                                | Neuverteilung                          | Neuverteilung      | 2      | Südkorea           | Shin Eun-cheol                           |
| Gesamt                                       | Gesamt                                 | Gesamt             | 14     | 11                 | 14                                       |
| Teilnehmer der Olympischen Sommerspiele 2020 |                                        |                    |        |                    |                                          |

### Frauen
| Qualifikationswettbewerb                       | Datum                                  | Ort                | Plätze | NOK                | Nominierte Athletin                            |
| ---------------------------------------------- | -------------------------------------- | ------------------ | ------ | ------------------ | ---------------------------------------------- |
| Gastgeber                                      | Gastgeber                              | Gastgeber          | —      | Frankreich         | (entfiel mit Capucine Vigliones Qualifikation) |
| Kletterweltmeisterschaft 2023                  | 1. – 12. August 2023                   | Bern               | 2      | Indonesien         | Desak Made Rita Kusuma Dewi                    |
| Kletterweltmeisterschaft 2023                  | 1. – 12. August 2023                   | Bern               | 2      | Vereinigte Staaten | Emma Hunt                                      |
| Europäische Qualifikation                      | 15. – 16. September 2023               | Rom                | 1      | Polen              | Aleksandra Mirosław                            |
| Panamerikanische Spiele 2023                   | 21. – 22. Oktober 2023                 | Santiago de Chile  | 1      | Vereinigte Staaten | Piper Kelly                                    |
| Asiatische Qualifikation                       | 9. – 12. November 2023                 | Jakarta            | 1      | China              | Deng Lijuan                                    |
| Ozeanische Qualifikation                       | 24. – 26. November 2023                | Melbourne          | 1      | Neuseeland         | Sarah Tetzlaff                                 |
| Afrikanische Qualifikation                     | 7. – 10. Dezember 2023                 | Pretoria           | 1      | Südafrika          | Aniya Holder                                   |
| Olympische Qualifikationsserie                 | 16. – 19. Mai 2024 20. – 23. Juni 2024 | Shanghai Budapest  | 5      | China              | Zhou Yafei                                     |
| Olympische Qualifikationsserie                 | 16. – 19. Mai 2024 20. – 23. Juni 2024 | Shanghai Budapest  | 5      | Polen              | Aleksandra Kałucka                             |
| Olympische Qualifikationsserie                 | 16. – 19. Mai 2024 20. – 23. Juni 2024 | Shanghai Budapest  | 5      | Indonesien         | Rajiah Sallsabillah                            |
| Olympische Qualifikationsserie                 | 16. – 19. Mai 2024 20. – 23. Juni 2024 | Shanghai Budapest  | 5      | Frankreich         | Capucine Viglione                              |
| Olympische Qualifikationsserie                 | 16. – 19. Mai 2024 20. – 23. Juni 2024 | Shanghai Budapest  | 5      | Frankreich         | Manon Lebon                                    |
| Universality Place                             | Universality Place                     | Universality Place | —      | —                  | —                                              |
| Neuverteilung                                  | Neuverteilung                          | Neuverteilung      | 2      | Spanien            | Leslie Romero Pérez                            |
| Neuverteilung                                  | Neuverteilung                          | Neuverteilung      | 2      | Italien            | Beatrice Colli                                 |
| Gesamt                                         | Gesamt                                 | Gesamt             | 14     | 11                 | 14                                             |
| Teilnehmerin der Olympischen Sommerspiele 2020 |                                        |                    |        |                    |                                                |